# بنت لارسن

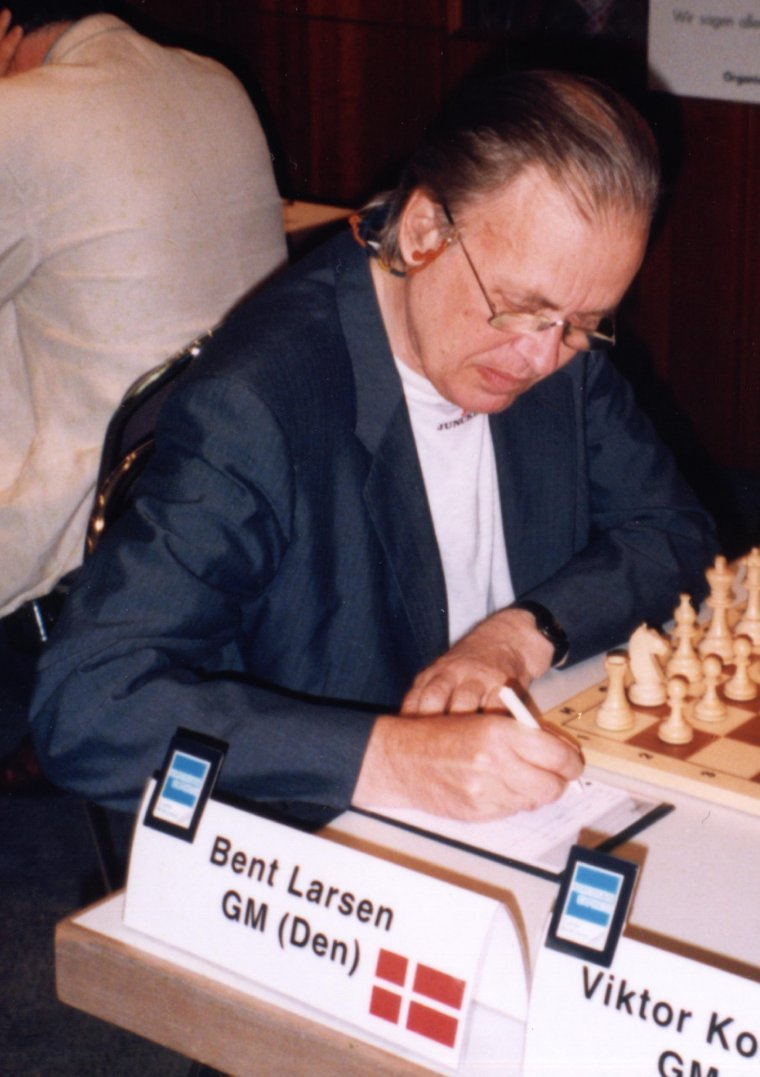
بنت لارسن

بنت لارسن (زاده ۴ مارس ۱۹۳۵ – درگذشته ۹ سپتامبر ۲۰۱۰) استاد بزرگ بنام شطرنج اهل دانمارک بود که در دهه ۵۰ تا دهه ۸۰ میلادی جزو مقتدرترین شطرنج بازان جهان شمرده می‌شد.
او بخاطر لافزنی و استفاده از گشایشهای غریب بسیار محبوب است.